# Eberhard Baier
Eberhard Baier (* 20. August 1895 in Frankfurt am Main; † 21. Februar 1983 in Wiesbaden) war ein deutscher Generalleutnant der Luftwaffe im Zweiten Weltkrieg.

## Leben
Baier diente im Ersten Weltkrieg in der Luftschiffertruppe. Nach Kriegsende wurde er als Leutnant in die Reichswehr übernommen und diente in der Fahrabteilung 3 der 3. Division. Am 1. Februar 1930 erfolgte die Beförderung zum Hauptmann.
Zum 1. April 1933 wechselte er in die noch getarnt aufgestellte Luftwaffe und ging als Offizier z. b. V. ins Reichsluftfahrtministerium. Dort erreichte ihn am 1. Dezember 1934 die Beförderung zum Major, der sich am 1. April 1935 eine Verwendung als Gruppenkommandeur im Sturzkampfgeschwader 162 anschloss. Nachdem er am 1. April 1936 die Aufgabe eines Geschwaderkommodore des Sturzkampfgeschwaders 165 übernahm, wurde er am 1. März 1937 zum Oberstleutnant befördert. Ab 1. November 1938 wechselte er in gleicher Position zum Lehrgeschwader 2, wo er am 1. April 1939 den Dienstgrad eines Obersts erreichte. Ab 1. Juni 1939 war er zugleich Kommandant des Fliegerhorstes Jüterbog Waldlager. Ab 1. September 1939 nahm das Geschwader am Überfall auf Polen teil.
Nachdem der Geschwaderstab am 18. November 1939 aufgelöst worden war, übernahm Baier noch am selben Tag die Führung des Sturzkampfgeschwaders 1 und führte es in den am 10. Mai 1940 beginnenden Westfeldzug. Gegen Ende dieses Feldzugs wechselte er am 22. Juni als Kommandeur zur Stuka-Schule 1 in Regensburg-Obertraubling unter gleichzeitiger Wahrnehmung der Aufgabe eines Kommandeurs des dortigen Fliegerhorstes. Ab 30. Juni 1941 übernahm er verschiedene Aufgaben in der Waffenstillstandskommission im besetzten Frankreich, wo er am 1. April 1942 zum Generalmajor befördert wurde. Es folgten die Beförderung zum Generalleutnant am 1. März 1945 und die Versetzung in die Führerreserve des OKL am 24. März 1945. Hier geriet Baier am 3. Mai 1945 in alliierte Kriegsgefangenschaft, aus der er im 24. Februar 1947 entlassen wurde.